# 狐崎站

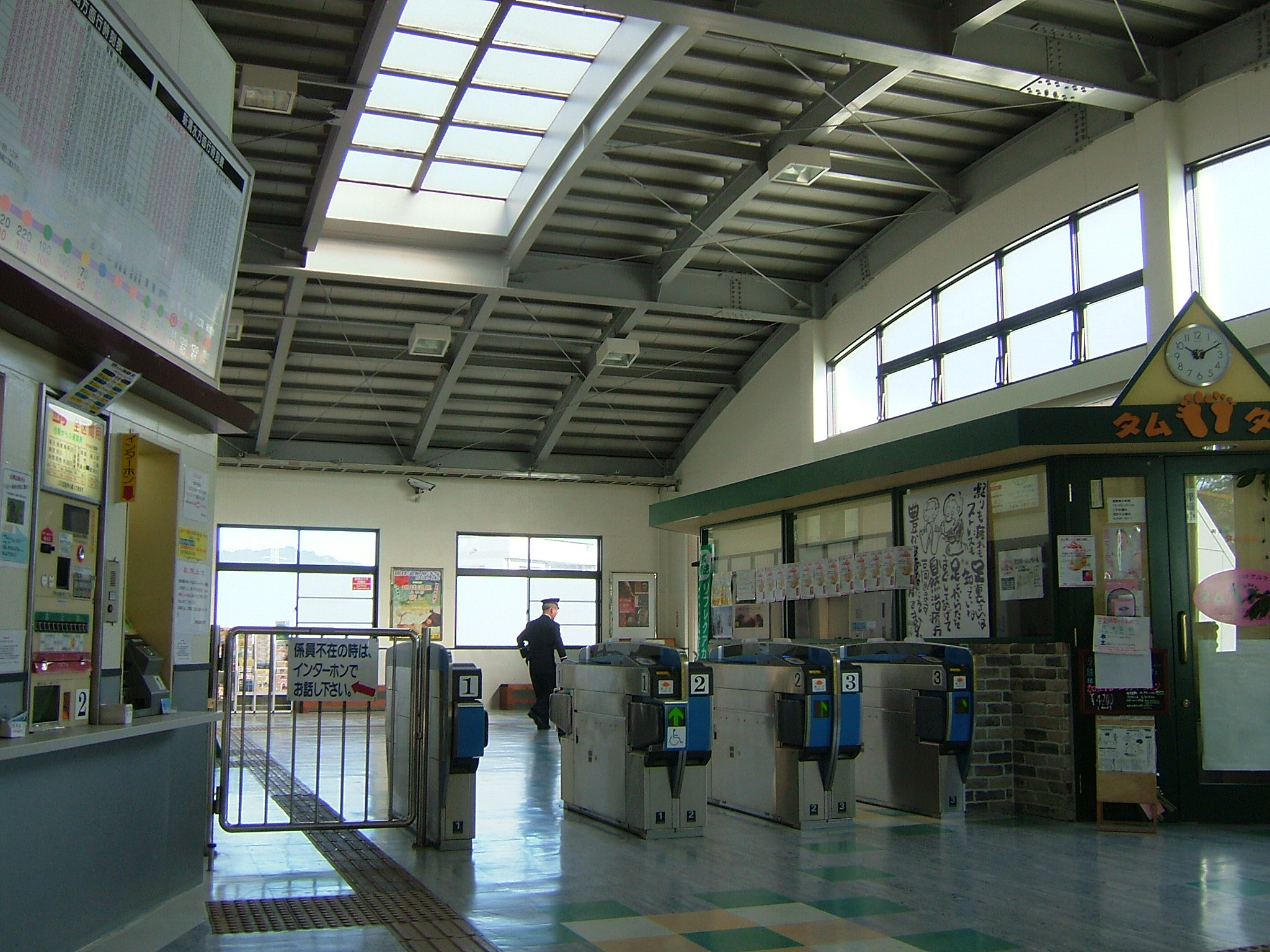
驗票閘口（2009年1月）

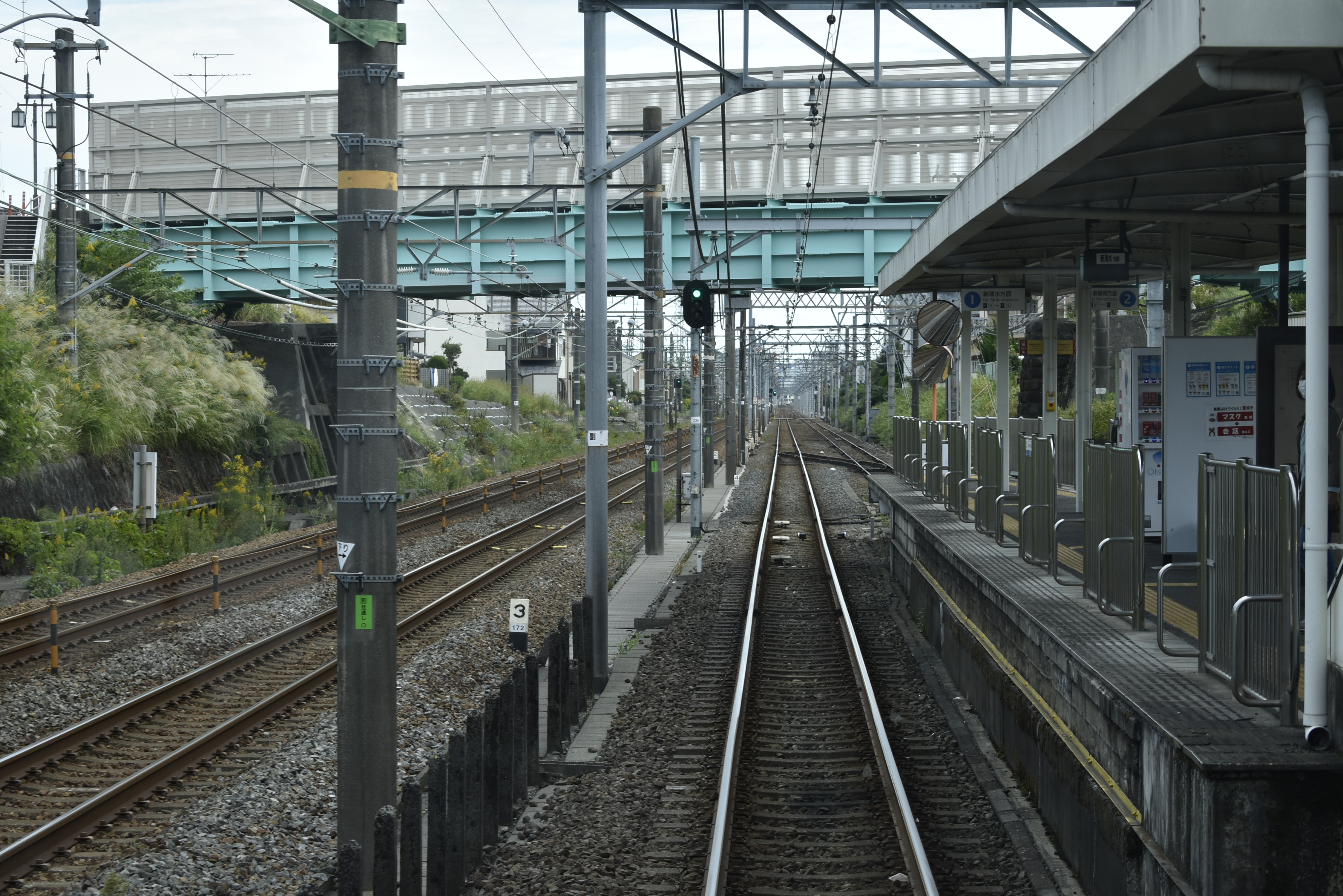
月台（2020年10月）

狐崎站（日语：／ Kitsunegasaki eki */?）是位於靜岡縣靜岡市清水區上原，屬於靜岡鐵道的靜岡清水線車站。車站編號為S12。此站被選為中部車站百選車站之一。

## 車站構造
本站是地面車站，設有1面2線的島式月台。此站設有跨站式站房，出入口只有1處，並設有2座升降機。
在新清水一方路軌設有緊急用渡線。該渡線也曾經讓臨時列車（接載來往狐崎Youngland的乘客）使用。此站曾設有1面1線的單式月台和1面2線的島式月台，共有2面3線的月台。當時的單式月台主要讓接載狐崎Youngland的乘客臨時列車停靠和折返。後來遊樂場關閉，臨時月台與路軌撤走，變成為單車停泊場。現時該渡線在緊急情況下才會使用，自2011年10月1日時間表修正起後，該渡線也會讓行走於「新靜岡至狐崎」之間的列車使用。

### 月台
| 月台 | 路線        | 上下行 | 方向       |
| ---- | ----------- | ------ | ---------- |
| 1    | ●靜岡清水線 | 下行   | 新清水方向 |
| 2    | ●靜岡清水線 | 上行   | 新靜岡方向 |

## 使用狀況
根據「靜岡市統計書」，2018年度一日平均乘車人次為2,737人，下車人次為2,609人。以上落人次比較，於靜岡清水線15座車站中排名第9。以下為近年上落人次列表：
| 年度               | 1日平均上落人次 | 1日平均上落人次 | 1日平均上落人次 |
| 年度               | 上車人次        | 落車人次        | 合計            |
| ------------------ | --------------- | --------------- | --------------- |
| 2002年（平成14年） | 2,262           | 1,978           | 4,240           |
| 2003年（平成15年） | 2,294           | 1,991           | 4,285           |
| 2004年（平成16年） | 2,298           | 1,993           | 4,291           |
| 2005年（平成17年） | 2,527           | 2,280           | 4,807           |
| 2006年（平成18年） | 2,366           | 2,014           | 4,380           |
| 2007年（平成19年） | 2,395           | 2,035           | 4,430           |
| 2008年（平成20年） | 2,628           | 2,653           | 5,281           |
| 2009年（平成21年） | 2,497           | 2,524           | 5,021           |
| 2010年（平成22年） | 2,396           | 1,943           | 4,339           |
| 2011年（平成23年） | 2,415           | 2,030           | 4,445           |
| 2012年（平成24年） | 2,436           | 2,094           | 4,530           |
| 2013年（平成25年） | 2,410           | 2,193           | 4,603           |
| 2014年（平成26年） | 2,495           | 2,327           | 4,822           |
| 2015年（平成27年） | 2,577           | 2,402           | 4,979           |
| 2016年（平成28年） | 2,605           | 2,448           | 5,053           |
| 2017年（平成29年） | 2,657           | 2,516           | 5,173           |
| 2018年（平成30年） | 2,737           | 2,609           | 5,346           |

## 車站周邊
- 狐崎Youngland（日语：狐ヶ崎ヤングランド）（現時AEON清水店。店內設有保齡球場「Youngland Bowl」）
- 上原堤
- 靜鐵汽車學校

## 歷史
- 1908年12月9日：車站啟用，當時名為上原站。
- 1927年頃：車站改名為遊園前站。
- 1944年頃：車站改名為狐崎站。
- 1968年頃：車站改名為狐崎Youngland前站。
- 1985年後：車站改名為狐崎站。

在1996年（平成8年）3月31日前，此站曾經是急行停車站。

## 其他
- Pasar卡（日语：パサールカード）中，此站會以「狐」表示。

## 相鄰車站
靜岡鐵道
 S  靜岡清水線
■通勤急行、■急行、■普通
御門台（S11）－孤崎（S12）－櫻橋（S13）

## 注腳
1. 1 2  月台方向表示採用靜鐵官方網站中此站的「時間表」為準
2. ↑  静岡市統計書 （页面存档备份，存于）（日語） - 靜岡市

## 外部連結
- 時間表、沿線資訊 - 狐崎站 （页面存档备份，存于）（日語） - 靜鐵集團